# テノキシカム
テノキシカム(Tenoxicam)は、非ステロイド性抗炎症薬である。エフ・ホフマン・ラ・ロシュがMobiflexの商標名で製造している。イギリスでは、処方箋が必要な薬品である。テノキシカムは、オキシカム系の非ステロイド性抗炎症薬であり、炎症、腫れ、凝り、関節リウマチ、変形性膝関節症、強直性脊椎炎、腱炎、滑液包炎、肩または尻の関節周囲炎の痛みを緩和するために用いられる。

## 禁忌
麻酔や外科手術を行ったことのある大人に対しては、出血や腎臓障害の増加、潰瘍性大腸炎等の胃や腸の炎症、胃や腸の潰瘍、急性ぜんそく発作、じんましん、鼻炎、アスピリンやジクロフェナク、イブプロフェン、インドメタシン、ナプロキセン等の他の非ステロイド性抗炎症薬が原因となるその他のアレルギー症状等のリスクがある。